# Dobbeltbeskatning
Dobbeltbeskatning sker, når to eller flere jurisdiktioner (stater) opkræver skat af den samme indkomst. Situationen opstår, når begge stater juridisk har ret til at opkræve skat.
Ofte forekommer dobbeltbeskatning ved, at både den stat, hvor indkomsten er oppebåret opkræver skat samtidig med at staten, hvor indkomsten modtages også opkræver skat. Dobbeltbeskatning anses normalt for uhensigtsmæssig, idet den kan afholde virksomheder og personer, der har aktiviteter i flere lande, fra at etablere sig i det land, der også opkræver skat. Dermed skader den frie bevægelighed for varer, tjenesteydelser, kapital og arbejdskraft, hvilket er et grundprincip bag EU's indre marked.
For at undgå dobbeltbeskatning indgår lande ofte dobbeltbeskatningsaftaler eller -overenskomster med hinanden. Disse aftaler fastlægger hvilket land, der har beskatningsretten i hvilke situationer samt hvilken metode, landene bruger til at undgå dobbeltbeskatning. Det ene af landene kan give afkald på beskatning af visse indkomster, den udenlandske skat kan fradrages i hjemlandets skat (kreditmetoden) eller hjemlandet kan undlade at opkræve en del af skatten på den udenlandske indkomst (eksemptionsmetoden).
Fordelen er, at skatteydernes rettigheder sikres, og at landene imødegår skatteunddragelse.
Den såkaldte OECD-modelkonvention, som er et regelsæt, der mellem OECD's medlemslande fungerer som en model for, hvordan dobbeltbeskatningsaftaler kan laves.
Danmark har pr. juli 2024 indgået 166 dobbeltbeskatningsoverenskomster med andre lande. I den danske skattelovgivning er der desuden regler, der til dels imødegår dobbeltbeskatning af indkomster fra lande, vi ikke har indgået overenskomster med.